# Szymalów
Szymalów [pronunciación en polaco: /ʂɨˈmaluf/] es un asentamiento ubicado en el distrito administrativo de Gmina Złocieniec, dentro del Condado de Drawsko, Voivodato de Pomerania Occidental, en el norte de Polonia occidental. Se encuentra aproximadamente a 12 kilómetros al noreste de Złocieniec, a 24 kilómetros al este de Drawsko Pomorskie, y a 105 kilómetros al este de la capital regional Szczecin.
Antes de 1772, el área fue parte del Reino de Polonia, y luego hasta 1945 fue de Prusia y Alemania. Para más sobre su historia, véase Distrito de Wałcz.